# Ярмаченко Микола Дмитрович
Мико́ла Дми́трович Ярмаче́нко (6 вересня 1928, с. Черемошна на Київщині — 24 травня 2010, Київ) — український педагог, доктор педагогічних наук, професор, заслужений діяч науки і техніки України, академік.

## Біографічні дані
М. Д. Ярмаченко народився 6 вересня 1928 року на Київщині.
В 1951 році закінчив Київський державний педагогічний інститут.
В 1954 році захистив дисертацію на здобуття наукового ступеня кандидата педагогічниї наук., а 1969 році — докторську дисертацію з сурдопедагогіки.
Завідував кафедрою дефектології, був проректором з навчальної роботи Київського педагогічного інституту імені О. М. Горького.
В 1973—1994 роках обіймав посаду директора Науково-дослідного інституту педагогіки АН УРСР,
Був членом Президії Академії педагогічних наук СРСР. Згодом став першим президентом Академії педагогічних наук України та обраний дійсним членом Авадемії педагогічнихз наук України.
Помер 24 травня 2010 року в Києві.

## Наукова діяльність
Фахівець у галузі дефектології (сурдопедагогіка) та теорії й історії педагогіки. Ініціатор створення в Україні наукової школи сурдопедагогів та істориків-педагогів. Є автором монографій, підручників, посібників з історії педагогіки, психології, соціології, дефектології, навчання і виховання дітей з вадами слуху, окремих методик викладання суспільних і природничих наук.

### Праці
- Виховання і навчання глухих дітей в Українській РСР: Посіб. для студ. дефект. фтів пед.ін-тів та працівників шк. глухих. — К.: Радянська школа, 1968. — 320 с.
- Історія сурдопедагогіки: Навчальний посібник для дефектологічних факультетів інститутів. — К.: Вища школа, 1975. — 423 с.
- Проблема компенсации глухоты. — К.: Радянська школа., 1976. — 167 с.
- Педагогическая деятельность и творческое наследие А. С. Макаренко [Архівовано 6 березня 2016 у Wayback Machine.]. — Киев, 1989. ISBN 5-330-00641-4. (рос.)

## Нагороди
- Орден Дружби народів (1986 р.),
- Орден «За заслуги» III степени (1998 г.),
- Медалі
- Звання «Заслужений діяч науки і техніки України»